# Marija Matiosová
Marija Vasylivna Matiosová (nepřechýleně Matios, ukrajinsky Марія Василівна Матіос, * 19. prosince 1959 Roztoky, Černovická oblast, Ukrajina) je ukrajinská básnířka, prozaička a publicistka někdy nazývaná jako „velká dáma ukrajinské literatury“. V roce 2012 byla ve volbách zvolena poslankyní ukrajinského parlamentu za UDAR, ve volbách v roce 2014 pak byla znovuzvolena za Blok Petra Porošenka.